# Утада, Хикару
Хикару Утада (англ. Hikaru Utada, яп. 宇多田ヒカル, род. 19 января 1983) — популярная японская певица, продюсер и аранжировщик. Отец — Тэрудзанэ Утада, музыкальный продюсер. Мать — Дзюнко Абэ, актриса и певица, известная под псевдонимом Кэйко Фудзи, покончила с собой 22 августа 2013 года. Была замужем за Кадзуаки Кирией (2002—2007) и Франческо Кальяно (2014—2018), от второго брака есть сын 2015 года рождения. Проживает в Лондоне.
Хикару Утада записывалась в Японии и США. Также известна как Хикки (Hikki, ヒッキー). В 2002 году поступила в Колумбийский университет, но бросила, проучившись полсеместра. Узнаваема в мире благодаря заглавной песне «Simple And Clean» и другим композициям («Sanctuary», «Don’t Think Twice» и «Face My Fears») к серии видеоигр Kingdom Hearts. Выпустила шесть студийных альбомов на английском и японском, один сборник, 25 сольных синглов на английском и японском, а также несколько VHS / DVD-релизов, по всему миру продано свыше 41 млн копий (из них более 34 млн в Японии).
Хикару Утада завоевала приз Nihon Golden Disk «Song of the Year» за свои тринадцать синглов начиная с 2000 года и получила приз Golden Disc «Pop/Rock Album of the Year» за свои четыре японских студийных альбома.
В 2003 году заняла 24-е место в японском опросе «Топ-100 японских поп-исполнителей» на HMV, в 2006 году — 10-е место в опросе «Топ-30 лучших японских исполнителей всех времен» на HMV.
В 2007 году было продано более 10 млн цифровых мелодий и песен, что делает её первым исполнителем по этому показателю за один год. Регулярно записывала песни к серии аниме-фильмов Rebuild of Evangelion («Beautiful World», «Sakura Nagashi» и «One Last Kiss»). Неоднократно снималась в рекламных роликах компании Suntory. В 2018 году отправилась в концертный тур по Японии к 20-летию её дебюта — Hikaru Utada Laughter in the Dark, организованный Asahi Broadcasting Corporation, NEC, Sony, SKY PerfecTV! и Suntory. С 2020 года проводила эфиры в Instagram как Hikaru Paisen, отвечая на вопросы поклонников и рассказывая о себе. В 2021 году спела песню «Pink Blood» для аниме-сериала To Your Eternity. 26 июня 2021 года публично объявила, что является небинарной персоной.

## Дискография

### Альбомы
| Дата выхода | Тип* | Название                             | Позиция в чартах | Позиция в чартах | Позиция в чартах |
| Дата выхода | Тип* | Название                             | Япония           | США              | Тайвань          |
| ----------- | ---- | ------------------------------------ | ---------------- | ---------------- | ---------------- |
| 1998.01.28  | E    | Precious                             | 2                |                  |                  |
| 1999.03.10  | J    | First Love                           | 1                |                  | 1                |
| 2001.03.28  | J    | Distance                             | 1                |                  | 1                |
| 2002.06.19  | J    | Deep River                           | 1                |                  | 1                |
| 2004.03.31  | C    | Utada Hikaru Single Collection Vol.1 | 1                |                  | 1                |
| 2004.09.08  | E    | Exodus                               | 1                | 160              | 1                |
| 2006.06.14  | J    | Ultra Blue                           | 1                |                  | 1                |
| 2008.03.19  | J    | Heart Station                        | 1                |                  | 1                |
| 2009.03.14  | E    | This Is The One                      | 3                | 69               | 2                |
| 2010.11.24  | C    | Utada the Best                       | 12               |                  |                  |
| 2010.11.24  | C    | Utada Hikaru Single Collection Vol.2 | 1                |                  |                  |
| 2016.09.28  | J    | Fantôme                              | 1                |                  |                  |
| 2018.06.27  | J    | Hatsukoi                             | 1                |                  |                  |
| 2022.01.19  | J    | BAD Mode                             |                  |                  |                  |

- Тип

E — Интернациональный альбом

J — Японский альбом

C — Компиляция

### Синглы
- [1998.12.09] Automatic / time will tell
- [1999.02.17] Movin' on without you
- [1999.04.28] First Love
- [1999.11.10] Addicted To You
- [2000.04.19] Wait & See ~Risk~ (Wait & See ~リスク~)
- [2000.06.30] For You / Time Limit (For You / タイム・リミット)
- [2001.02.16] Can You Keep A Secret?
- [2001.07.25] FINAL DISTANCE
- [2001.11.28] traveling
- [2002.03.20] Hikari (光; Light)
- [2002.05.09] SAKURA Drops / Letters (SAKURAドロップス / Letters)
- [2003.01.29] COLORS
- [2004.04.21] Dareka no Negai ga Kanau Koro (誰かの願いが叶うころ; When Someone’s Wish Comes True)
- [2004.08.03] Easy Breezy (английский сингл)
- [2004.09.14] Devil Inside (английский сингл)
- [2005.06.21] Exodus '04 (английский сингл)
- [2005.09.28] Be My Last
- [2005.10.17] You Make Me Want to Be a Man (английский сингл)
- [2005.12.14] Passion
- [2006.02.22] Keep Tryin'
- [2006.11.22] Boku wa Kuma (ぼくはくま; I’m a Bear)
- [2007.02.28] Flavor Of Life
- [2007.08.29] Beautiful World / Kiss & Cry
- [2008.02.20] HEART STATION／Stay Gold
- [2008.05.21] Prisoner Of Love
- [2008.10.31] Eternally -Drama Mix-
- [2009.06.28] Beautiful World -PLANiTb Acoustica Mix-
- [2009.01.21] Come Back to Me
- [2009.12.21] Dirty Desire
- [2010.10.28] Hymne à l’amour (Ai no Anthem)
- [2010.11.10] Goodbye Happiness
- [2012.11.17] Sakura Nagashi (桜流し; Flowing Cherry Blossom)
- [2016.04.15] Hanataba wo Kimi ni (花束を君に; A Bouquet for You)
- [2016.04.15] Manatsu no Tooriame (真夏の通り雨; Midsummer Showers)
- [2016.09.16] Michi (道; Road)
- [2017.07.10] Oozora de Dakishimete (大空で抱きしめて)
- [2017.07.28] Forevermore
- [2017.12.08] Anata (あなた)
- [2019.01.18] Face My Fears
- [2020.05.08] Time
- [2020.05.29] Darenimo Iwanai
- [2021.06.02] Pink Blood
- [2021.12.09] Kimi ni Muchuu

### Мини-альбом
- [2021.03.09] One Last Kiss

### Видео
1. UH1 (22 декабря 1999)
2. UH2 (27 сентября 2001)
3. UH3+ (30 сентября 2002)
4. UH4 (27 сентября 2006)

### Концерты
1. Bohemian Summer 2000 (9 декабря 1999)
2. Budokan 2004 (28 июля 2004)
3. Utada United 2006 (20 декабря 2006)
4. Utada In the Flesh 2010 (15 января 2010)
5. Hikaru Utada Laughter in the Dark Tour 2018 (26 июня 2019)

## Особенности и влияние
В интервью Billboard Japan 2021 года Утада сказала, что слушала альтернативу, рэп, классическую музыку и многое другое. Когда ей было 11—12 лет, она заинтересовалась хип-хопом. В проигрывателе звучали The Chronic Доктора Дре и Doggystyle Snoop Dogg, а в семье предпочитали Sade, The Beatles и T. Rex. Иногда она не хочет слишком ассоциироваться с рэпом, хотя, например, песня «Kiss & Cry» сделана в этом ключе. Со времён Дрейка и Фрэнка Оушена рэп стал очень популярным, и «воздух ушёл». Если раньше многие её альбомы посвящались отношениям с другими людьми, то дальше Утаде оказалась близка тема «Кто я?», поиски идентичности, как у Бессмертного в манге To Your Eternity: «Я вижу что-то новое». Песня «Time» вызывает дискомфорт, поскольку малый барабан, который должен быть на 4-й доле, звучит позже. Это своего рода эзотерика. Не получается предсказать отклонение, когда есть аккордовая последовательность, подобная эйсид-джазу. Золотую середину Утада считает «правильным дискомфортом», «спусковым крючком». Иначе всё превращается в хаос. Если сердце не в равновесии, она пишет музыку и текст, чтобы чувствовать себя спокойно. Индустрия больше ориентируется на миксы, с меньшим количеством нот, подчёркивая красоту каждого звука.
Ранее Хикару перечисляла следующие любимые группы и исполнителей: Моцарт, Бела Барток, Эдит Пиаф, Чик Кориа, Хибари Мисора, Джими Хендрикс, Led Zeppelin, Кейт Буш, Бьорк, Ютака Одзаки, Cocteau Twins, Мадонна, Принс, Стинг, Фредди Меркьюри, Ленни Кравиц, Джефф Бакли, The Blue Nile, The Cure, Metallica, Nine Inch Nails, Radiohead. Пресса называла её японской Бритни Спирс.
Evangelion: 3.0+1.0: Thrice Upon a Time, ставший завершением тетралогии, Утада рассматривает как долгую историю скорби, исследование различных проявлений горя и того, как люди справляются с потерями, что также было важной темой в собственном творчестве. «Я горевала по матери, медленно теряя её из-за психического заболевания, и после смерти это стало осознанной утратой, от которой я не знала, как двигаться дальше. Когда начала работать над „One Last Kiss“, то наконец поняла, что смысл не в том, чтобы пытаться оставить позади, а в том, чтобы признать, что я всегда буду носить это с собой. Ещё больно, и всё в порядке. То, что было потерей, стало подарком». Стремление к уединению и желание познать боль Утада связывала с тем, что была единственным ребёнком у занятых родителей: «Это похоже на то, когда кошка растёт в компании людей, она начинает думать, что является человеком».